# جيسون ستيل
جيسون سين ستيل (بالإنجليزية: Jason Sean Steele)‏ (مواليد 18 أغسطس 1990 في درم، إنجلترا - ) هو لاعب كرة قدم إنجليزي، يلعب كحارس مرمى، شارك في الألعاب الأولمبية الصيفية 2012.

## روابط خارجية
- جيسون ستيل على موقع الاتحاد الأوربي (الإنجليزية)
- جيسون ستيل على موقع قاعدة بيانات كرة القدم.إي يو (الإنجليزية)
- جيسون ستيل على موقع Soccerbase.com (لاعب) (الإنجليزية)
- جيسون ستيل على موقع Soccerway.com (الإنجليزية)
- جيسون ستيل على موقع عالم كرة القدم.نت (الإنجليزية)
- جيسون ستيل على موقع اللجنة الأولمبية الدولية (الإنجليزية)
- جيسون ستيل على موقع أوليمبيديا (الإنجليزية)